# Grote Scheldeprijs 1982
Il Grote Scheldeprijs 1982, sessantottesima edizione della corsa, si svolse il 27 luglio per un percorso di 175 km, con partenza ed arrivo a Schoten. Fu vinto dal belga Ludo Schurgers della squadra Masta-Puch-Marc davanti ai connazionali Jan Nevens e  Charly Jochums.

## Ordine d'arrivo (Top 10)
| Pos. | Corridore       | Squadra            | Tempo    |
| ---- | --------------- | ------------------ | -------- |
| 1    | Ludo Schurgers  | Masta-Puch-Marc    | 3h55'00" |
| 2    | Jan Nevens      | Europ Decor        | a 3"     |
| 3    | Charly Jochums  | Safir-Marc         | a 5"     |
| 4    | Patrick Hermans | Europ Decor        | s.t.     |
| 5    | Kurt Dockx      | Fangio-Assos-Iveco | s.t.     |
| 6    | Ronny Naets     | Vermeer-Thijs      | s.t.     |
| 7    | Pierrot Cuypers | Vermeer-Thijs      | s.t.     |
| 8    | Dirk Heirweg    | Van De Ven         | s.t.     |
| 9    | Willy Scheers   | Van De Ven         | s.t.     |
| 10   | Jos Van De Poel | Europ Decor        | s.t.     |